# Бонин, Анатолий Петрович
Анатолий Петрович Бонин (1915—1981) — офицер-разведчик Советской Армии, участник советско-финской и Великой Отечественной войн, Герой Советского Союза (10.01.1944). В Советской Армии имел воинское звание капитан, в МВД СССР — подполковник внутренней службы.

## Биография
Родился 15 августа 1915 года в городе Шлиссельбург (ныне — Ленинградская область) в рабочей семье. В восемь лет остался круглым сиротой, воспитывался в семье бабушки. После окончания школы-семилетки и школы фабрично-заводского ученичества с 1932 года работал слесарем на судоремонтном заводе. Одновременно окончил курсы шоферов и планеристов при городском Доме обороны ОСОАВИАХИМа.
В 1937-1938 годах проходил срочную службу в Красной Армии. В 1937 году он окончил школу младших авиационных специалистов при военной школе лётчиков в Красногвардейске. Проходил службу в составе 123-й авиационной бригады. После увольнения в запас в 1938-1939 годах работал заведующим гаражом торгового порта.
С 1939 года вновь в армии. Участвовал в советско-финляндской войне 1939-1940 годов, был ранен. В июле 1940 года уволен в запас по ранению. Работал заведующим гаражом Управления пожарной охраны в Ленинграде. В 1941 году окончил Ленинградский технологический институт.
После начала Великой Отечественной войны в июле 1941 года был в третий раз призван в армию. В августе 1941 года начал боевой путь командиром взвода разведки на Ленинградском фронте, участвовал в битве за Ленинград. В ноябре 1941 года был ранен. После излечение в госпитале в городе Тихвин в марте 1942 года вернулся на фронт, назначен помощником начальника штаба по разведке 140-й отдельной стрелковой бригады (54-я армия, Волховский фронт). Член ВКП(б) с 1943 года. В мае 1943 года бригада была обращена на формирование 136-й стрелковой дивизии. При её формировании был назначен помощником начальника штаба по разведке 358-го стрелкового полка. Завершив формирование, в августе 1943 года дивизия прибыла в состав 38-й армии Воронежского фронта.
В её рядах отличился во время битвы за Днепр. На первом этапе битвы (Сумско-Прилукская операция) в боях за город Зеньков (Полтавская область, Украинская ССР) с 3 по 5 сентября сумел хорошо организовать разведку, под его личным руководством было захвачено 7 контрольных пенных. В ночь с 1 на 2 октября 1943 года, накануне начала операции по форсированию Днепра, вместе с группой разведчиков переправился через реку и провёл разведку немецкой обороны, определил наиболее выгодные места для высадки десанта. Когда началось форсирование Днепра, сумел организовать прикрытие переправлявшихся советских подразделений, подавил несколько пулемётов и миномётных батарей. 3 октября в боях за остров Казачий на южной окраине Киева, в ходе контратаки, заменив выбывшего из строя командира, успешно организовал оборону плацдарма. В рукопашной схватке лично уничтожил 5 солдат и 1 офицера противника.
Указом Президиума Верховного Совета СССР «О присвоении звания Героя Советского Союза генералам, офицерскому, сержантскому и рядовому составу Красной Армии» от 10 января 1944 года за «образцовое выполнение заданий командования на фронте борьбы с немецкими захватчиками и проявленные при этом отвагу и геройство» лейтенанту Анатолию Петровичу Бонину присвоено звание Героя Советского Союза с вручением ордена Ленина и медали «Золотая Звезда» за номером 3248.
В октябрьских боях на Лютежском плацдарме был ранен, эвакуирован в госпиталь в Казань. После выздоровления в декабре 1943 года назначен помощником начальника 2-го отдела штаба гвардейской воздушно-десантной дивизии на 1-м Украинском фронте. В ноябре 1944 года был в очередной раз ранен (всего за годы войны был ранен 5 раз), лечился в госпитале в городе Гаврилов-Посад Ивановской области. В феврале 1945 года вернулся в строй, стал начальником разведки 24-й гвардейской отдельной воздушно-десантной бригады Московского военного округа (г. Тейково, Ивановская область).
После окончания войны, в ноябре 1945 года направлен учиться в Высшую специальную разведшколу, но учёбу не закончил, так как в апреле 1946 года в звании капитана был уволен в запас по состоянию здоровья. 
С апреля 1946 год работал начальником транспортного отдела Петровского завода технического спирта Гаврилово-Посадского района Ивановской области. С 1952 года — директор спиртзавода в городе Серебряные Пруды Московской области. В августе 1957 года вернулся на прежнюю должность на Петровский завод технического спирта.
В 1959 году переведён директором только что созданного винзавода в городе Приморско-Ахтарск (Краснодарский край), работал им до декабря 1965 года. С 1966 года – директор автобазы Приморско-Ахтарского райпотребсоюза, в январе 1967 года назначен начальником транспортного агентства. В декабре 1967 года направлен на работу в органы Министерства внутренних дел СССР и назначен директором предприятия при исправительно-трудовом учреждении № 11 Управления внутренних дел Краснодарского края. В феврале 1976 года уволен в запас в звании подполковника внутренней службы.
Проживал в городе Приморско-Ахтарске. Умер 2 ноября 1981 года.
В Шлиссельбурге и в Приморско-Ахтарске установлены мемориальные доски в честь Героя.

## Награды
- Герой Советского Союза (10.01.1944)
- Орден Ленина (10.01.1944)
- Орден Красного Знамени (24.10.1943)
- Медали СССР
- Заслуженный работник МВД СССР[1].